# Bufoceratias
Bufoceratias – rodzaj ryb głębinowych z rodziny Diceratiidae.

## Występowanie
B. wedli znany jest z Oceanu Atlantyckiego; B. thele z Oceanu Spokojnego, a B. shaoi z Oceanu Indyjskiego i Spokojnego.

## Klasyfikacja
Gatunki zaliczane do tego rodzaju:
- Bufoceratias shaoi Pietsch, Ho & Chen, 2004
- Bufoceratias thele (Uwate, 1979)
- Bufoceratias wedli (Pietschmann, 1926)